# 양정규
양정규(梁正圭, 1933년 2월 5일~2011년 10월 12일)는 대한민국의 정치인으로, 제7·9·12·14·15·16대 국회의원이다.

## 에피소드

### 연임 징크스
그는 15대 총선 이전까지 집권여당의 중진임에도 불구하고 연임을 해 본 경험이 없었다. 8대 총선에서 민주공화 공천심사에서 낙천된 뒤 무소속으로 출마했다가 낙선했고, 9대 총선에서 무소속으로 출마해 당선된 뒤 공화당에 복당했으나 10대 총선에서 무소속으로 출마한 변정일 변호사에게 패배해 금배지와 지구당위원장직을 내줘야만 했다.
이 징크스는 정치활동규제자로 4년간(1981년-1984년)의 휴지기를 가진 뒤에도 좀처럼 깨지지가 않아 13대 총선에서 민주정의당 공천을 받았으나 무소속 이기빈 후보에게 패배해 또 다시 금배지와 지구당위원장직을 내줘야 했고, 신한국당의 공천을 받은 15대 총선에서 통합민주당의 강희찬 의원에게 대승을 거둔 뒤에야 깨졌다. 그러나 16대 총선에서는 장정언에게 과반득표를 내주며 다시 낙선하였지만 2002년 재선거에서 당선되었다.

## 역대 선거 결과
|  | 61.01% |

|  | 27.43% |

|  | 19.14% |

|  | 22.17% |

|  | 31.45% |

|  | 54.64% |

|  | 30.92% |

|  | 39.79% |

|  | 50.77% |